# Backbordbug und Steuerbordbug

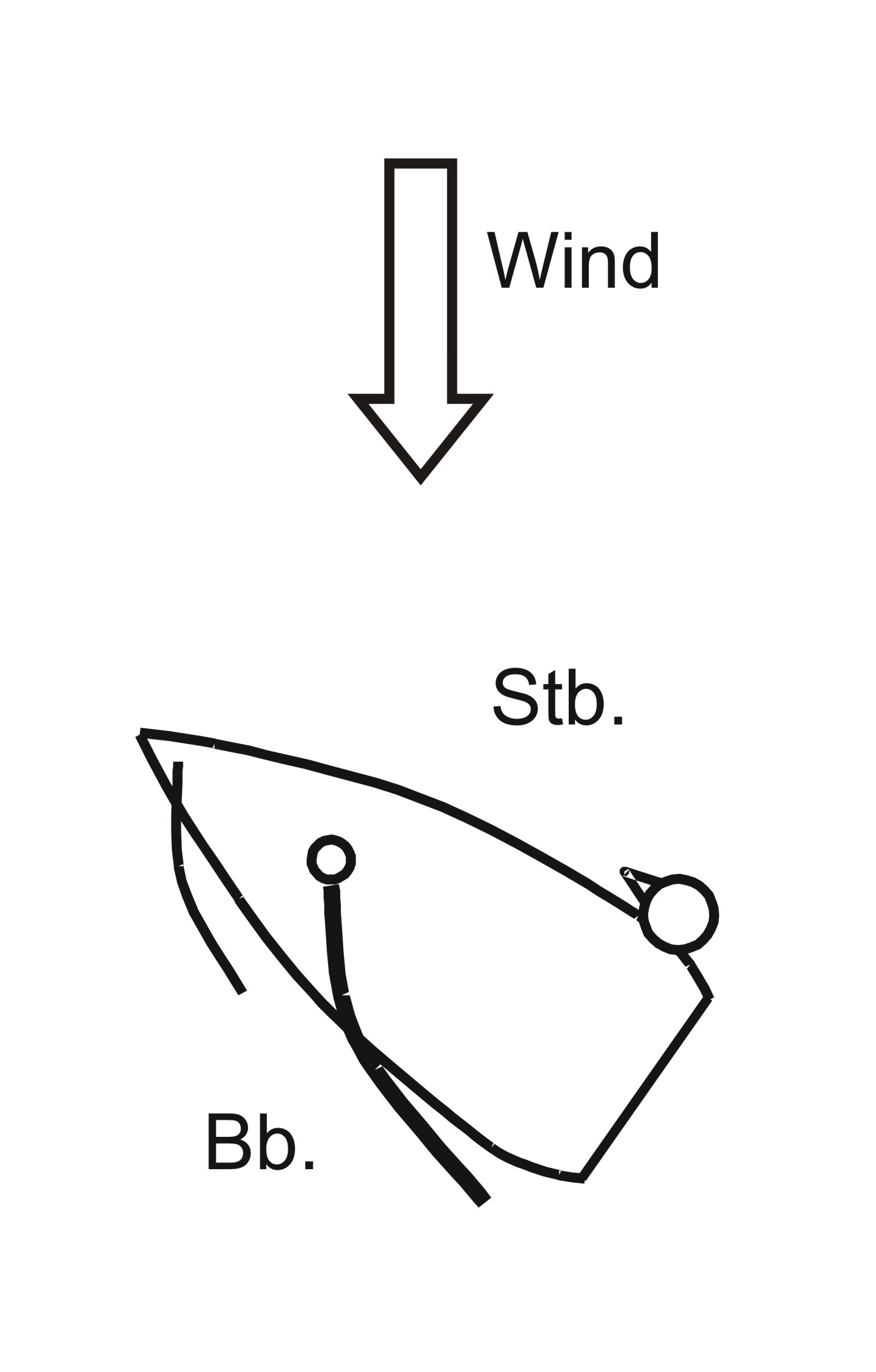
Backbordbug

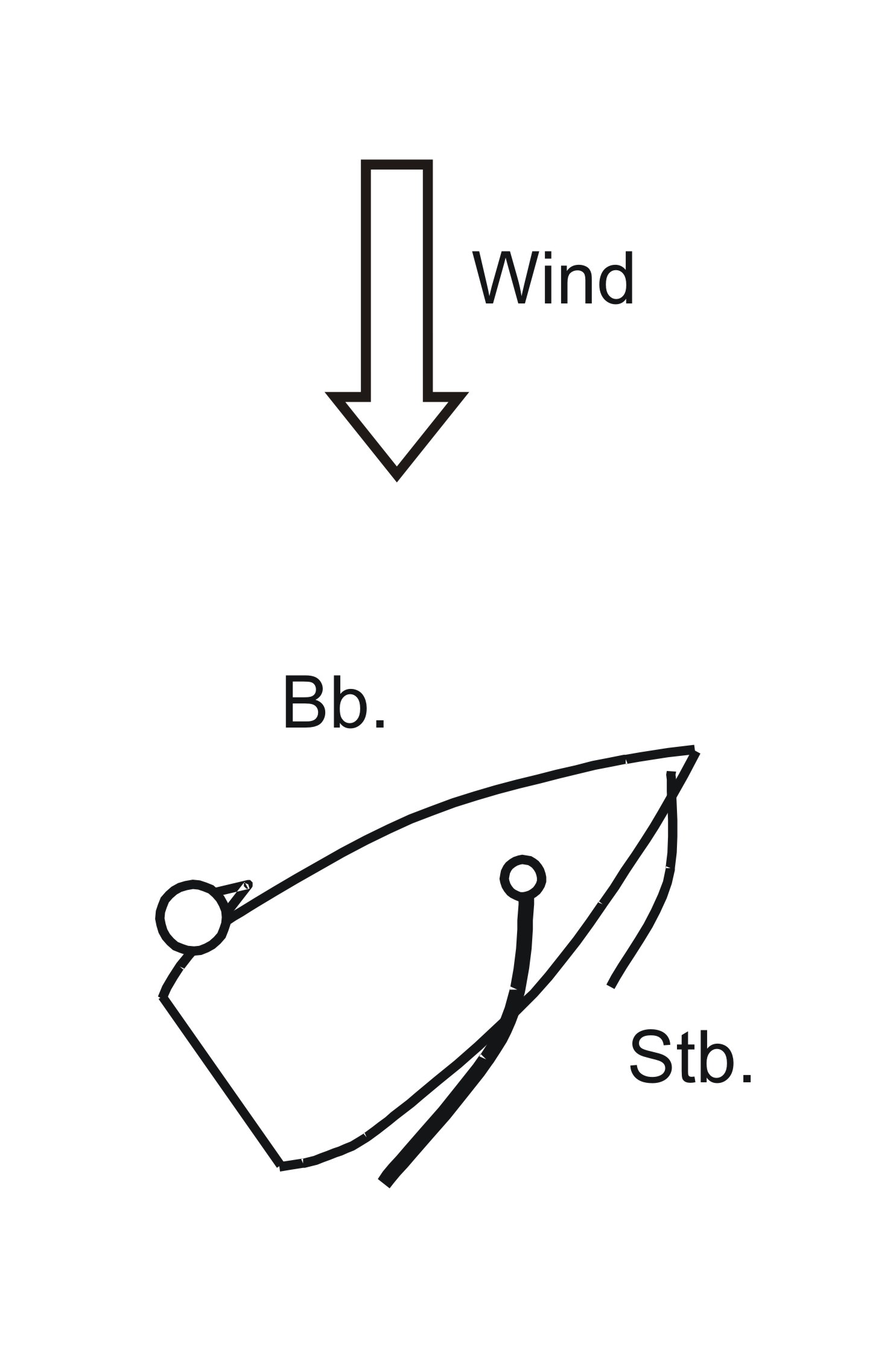
Steuerbordbug

Backbordbug und Steuerbordbug bezeichnen die Segelstellung des Großsegels auf einem Segelschiff.
- Steht das Großsegel über der Backbordseite des Schiffes, segelt es über Backbordbug. Das Großsegel wird dabei über Backbordschoten geführt. In aller Regel kommt der Wind dabei von Steuerbord.
- Steht das Großsegel über der Steuerbordseite des Schiffes, segelt es über Steuerbordbug. Das Großsegel wird dabei über Steuerbordschoten geführt. In aller Regel kommt der Wind dabei von Backbord.

Im Fall des Kurses raumer Wind (auch „raumschots“) kann es vorkommen, dass trotz Windes von Backbord das Großsegel auf der Backbordseite steht, das Schiff also über Backbordbug mit Backbordschoten segelt. Umgekehrt kann es auch vorkommen, dass trotz Windes von Steuerbord das Großsegel auf der Steuerbordseite steht, das Schiff also über Steuerbordbug mit Steuerbordschoten segelt.
In beiden Fällen ist dabei die Gefahr einer Patenthalse gegeben.
Eine andere Bezeichnung, die sich aus der Segel- bzw. Schotstellung von Rahseglern herleitet ist:
- Steuerbordhalsen entspricht Backbordbug
- Backbordhalsen entspricht Steuerbordbug